# Vania Beatriz Merlotti Herédia
Vania Beatriz Merlotti Herédia (Caxias do Sul, 18 de novembro de 1952) é uma professora, pesquisadora, socióloga e historiadora brasileira.
É licenciada e mestre em Filosofia, bacharel e licenciada em Ciências Sociais, e doutora em História das Américas (Universidade de Gênova, 1992). Realizou pós-doutorados em História Econômica na Universidade de Pádua (2002) e na Universidade Federal do Rio de Janeiro (2013). Atua como professora titular da graduação e da pós-graduação da Universidade de Caxias do Sul, onde já foi chefe do Departamento de Sociologia, coordenadora dos cursos de Sociologia Industrial e Sociologia do Trabalho, ambos da pós-graduação, e coordenadora de pesquisa. Foi membro do Conselho Editorial das revistas Coletânea Cultura e Saber, Sensu — Pós-Graduação em Revista e Barbaroi. Foi coordenadora do Comitê Assessor de Ciências Humanas e Sociais da Fundação de Amparo à Pesquisa do Estado do Rio Grande do Sul e participou de comitês de avaliação do CNPq. Atualmente participa do Conselho da revista Conexão - Comunicação e Cultura, é membro do Instituto Histórico de São Leopoldo, e presidente do Departamento de Gerontologia da Sociedade Brasileira de Geriatria e Gerontologia — seção Rio Grande do Sul.
Foi um dos coordenadores do VII Congresso Latino Americano de Geriatria e Gerontologia, do V Encontro Regional Sul da Unitrabalho, do Seminário Regional sobre Abolição da Escravatura, do Seminário Regional sobre Espoliação Urbana, da II Conferência Internacional de Turismo e História, do IV Simpósio Internacional e XII Fórum de Estudos Ítalo Brasileiros e vários outros eventos. 
Suas pesquisas se concentram no idoso e no envelhecimento, no trabalho, na imigração italiana e nas migrações, e na história econômica e industrialização do Rio Grande do Sul e Caxias do Sul, temas nos quais Herédia é uma referência. Seu trabalho já repercutiu sobre o grande público tanto pelos vários livros que publicou como pelas entrevistas ou depoimentos que deu para veículos populares falando sobre tópicos que centralizam suas atenções acadêmicas. Tem muitos artigos publicados em revistas especializadas e anais de congressos, escreveu capítulos de livros, e entre seus livros se destacam:
- Migrações Internacionais: O caso dos senegaleses no Sul do Brasil. Quatrilho, 2015 (organizadora e contribuidora)
- A História de Muitas Histórias: a força do empresariado na cidade e na cultura. Belas-Letras, 2014
- Mobilidade Humana e Dinâmicas migratórias. Letras&Vida, 2011 (organizadora e contribuidora, com Maria Clara Mocellin e Maria do Carmo Santos Gonçalves)
- Idoso Asilado - Um Estudo Gerontológico. EDUCS, 2010 (com Ivone Corteletti e Miriam Bonho Casara).
- História da imigração italiana no Rio Grande do Sul. EST, 2007 (com Loraine Slomp Giron).
- Hércules Galló: vida e obra de um empreendedor. EDUCS, 2003
- 130 Anos de Cultura Italiana no RS. Prefeitura de Caxias do Sul, 2005 (com Armindo Trevisan, Luis Alberto De Boni e Loraine Slomp Giron).
- 100 Anos de História. Câmara de Indústria, Comércio e Serviços de Caxias do Sul. Maneco, 2001 (com Maria Abel Machado).
- Tempos Vividos, Identidade, Memória e Cultura do Idoso. EDUCS, 2000 (com Miriam Bonho Casara).
- Retrato do idoso. Perfil do Idoso Urbano do Rio Grande do Sul. EDUCS, 1998. (com Miriam Bonho Casara).
- As implicações tecnológicas nos Processos de Trabalho e suas alterações nas políticas sociais na indústria de transformação na Microrregião de Caxias do Sul. EDUCS, 1998
- O Processo de Industrialização na zona colonial italiana. EDUCS, 1997
- Retratos de um saber: 100 anos de História da Rede Municipal de Ensino em Caxias do Sul. Um, 1997 (com Marisa Formollo Dalla Vecchia e Felisbela Ramos).
- O mito do padre entre descendentes de imigrantes italianos. EST, 1979